# Isole Paracelso
Le Isole Paracelso (in cinese 西沙群岛, Xīshā Qúndǎo; in vietnamita Quần đảo Hoàng Sa; in inglese Paracel Islands) sono un gruppo di scogli e atolli nel mar Cinese Meridionale tra il Vietnam e le Filippine.

## Storia
Nel 1932 i francesi dichiararono le isole annesse all'Indocina francese e costruirono una stazione meteorologica nell'isola di Pattle. Dopo l'invasione francese delle isole, avvenuta nel luglio 1938, le isole furono annesse al Vietnam (colonia francese), approfittando della seconda guerra sino-giapponese. Il Giappone, in guerra con la Cina dal 1937, per bocca del suo ministro degli esteri inviò una nota diplomatica alla Francia per protestare a sua volta contro l'invasione francese del territorio cinese, affermando che sia la Francia che il Regno Unito avevano riconosciuto che le isole erano parte della Cina nel 1900 e di nuovo nel 1921. Nell'aprile del 1939, di conseguenza, il Giappone invase le isole Paracelso. Il Giappone non le riconosceva come francesi, ma come appartenenti al territorio cinese e dunque possibile preda di guerra.
Durante la seconda guerra mondiale, con la Dichiarazione del Cairo del 1943 sottoscritta dalle potenze occidentali e dalla Repubblica di Cina, allora dominata dal Kuomintang, si stabilì che, una volta sconfitto il Giappone, le isole sarebbero tornate alla Cina. La Dichiarazione venne poi sottoscritta anche dall'URSS a Potsdam nel 1945. In questo stesso anno le forze giapponesi, arrendendosi, firmarono a Taiwan un accordo con la Repubblica di Cina, rinunciando alle rivendicazioni su Taiwan, le Spratly e le Paracelso. Nel 1952 il Giappone firmò un trattato con la Repubblica di Cina (Taiwan) per riconoscere la sovranità cinese sulle Paracelso e le Spratlys.
La Repubblica popolare cinese amministra una parte delle isole Paracelso dal 1974, quando a seguito della battaglia delle Isole Paracelso, l'esercito cinese occupò le isole occidentali. Le isole sono rivendicate anche da Taiwan e dal Vietnam.

## Risorse naturali
Le isole sono soggette a frequenti tifoni e caratterizzate da un clima tropicale. Nei pressi delle acque territoriali delle Paracelso sono stati rilevati giacimenti sottomarini di petrolio e gas naturale che hanno attirato sul piccolo arcipelago l'interesse delle nazioni vicine. Per dare supporto materiale alle sue pretese territoriali, la Cina ha costruito strutture portuali e un aeroporto nell'isola di Woody Island, e la lunghezza della pista permette di far operare i moderni aerei multiruolo ad alte prestazioni, aventi un raggio di azione che copre sia le isole Spratly, altro territorio conteso, che il territorio nazionale delle Filippine. Economicamente le isole sono inoltre interessanti per la pescosità delle loro acque.

## Elenco
- Isola di Woody
- Isola Rocky
- West Sand
- Isola Tree
- Isola North
- Isola Middle
- Isola Southù
- Isola Robert
- Isola Drummond
- Isola Duncan
- Isola Palm
- Isola di Tritone

### Immagini satellitari

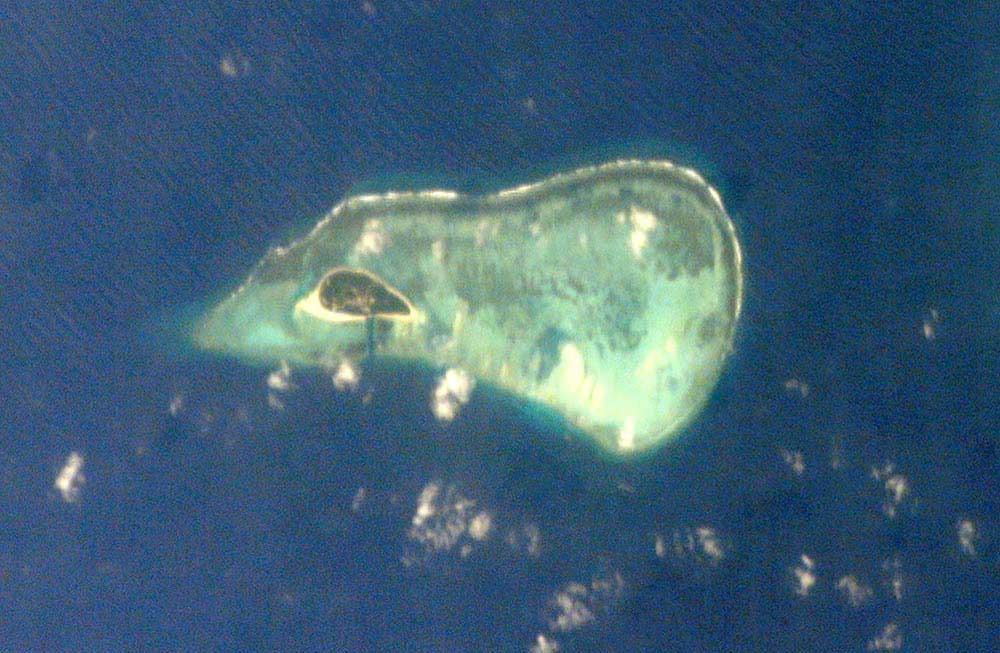
Isola Money
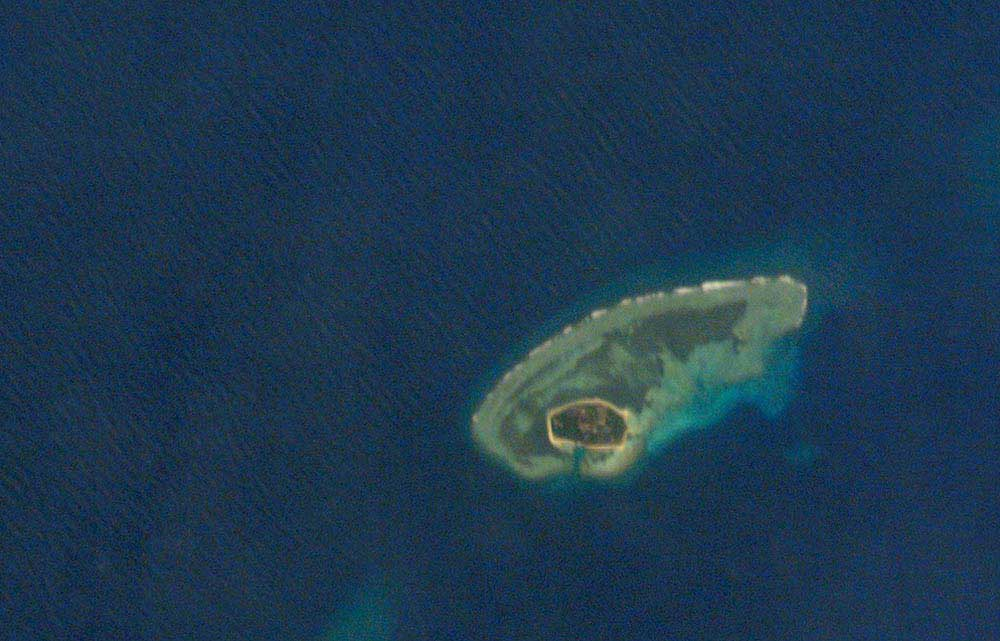
Isola Pattle
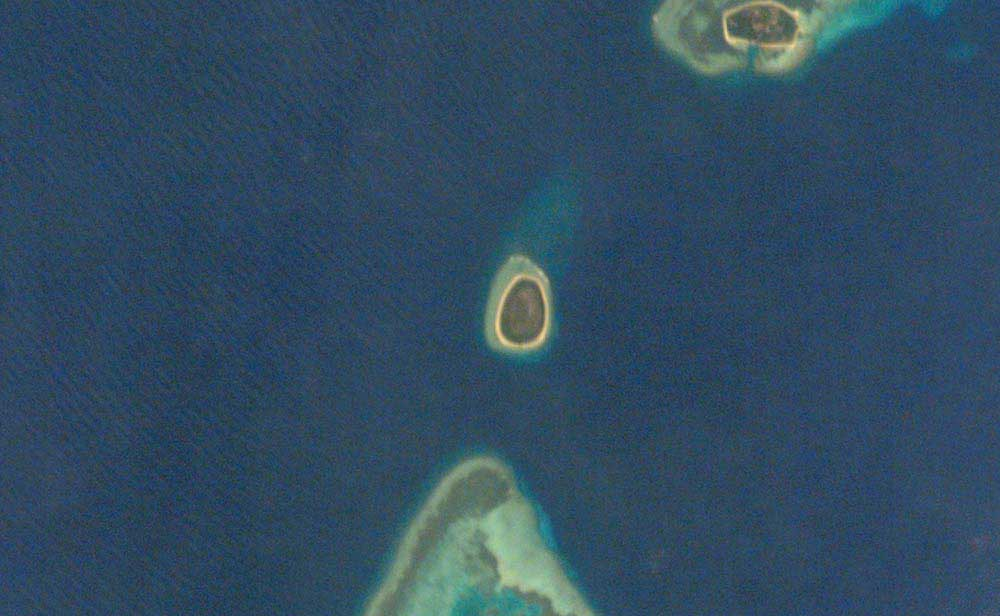
Isola Robert
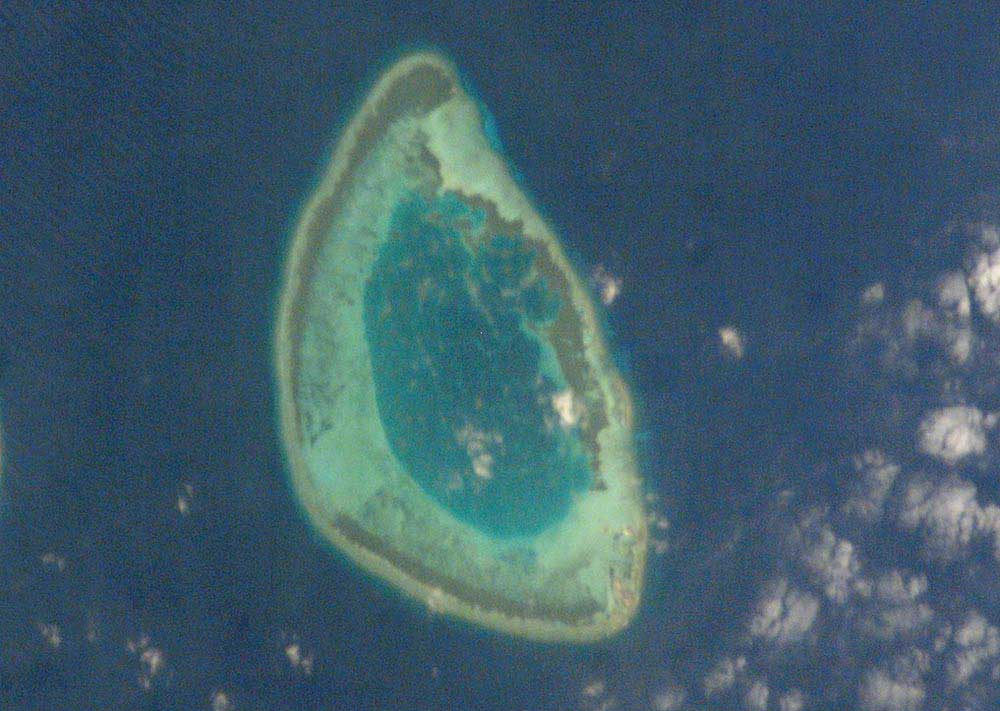
Barriera corallina Antelope
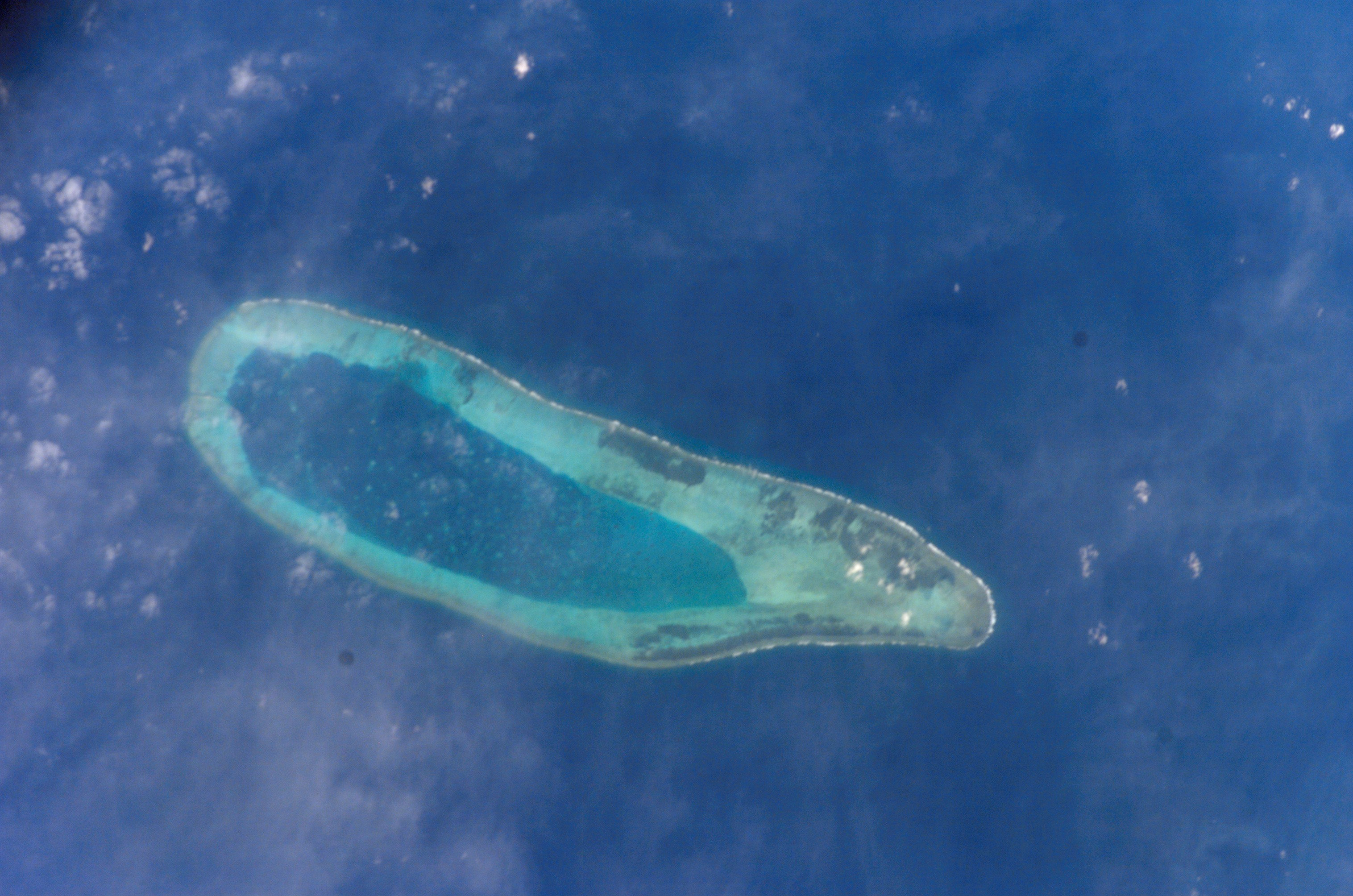
Barriera corallina Bombay
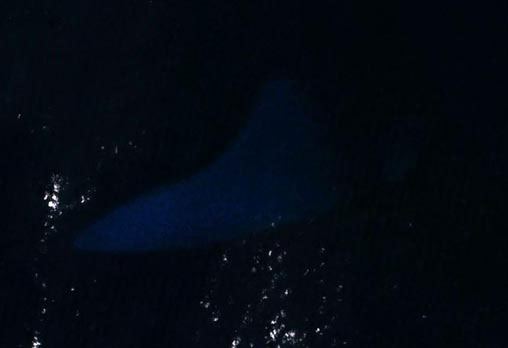
Banco Bremen
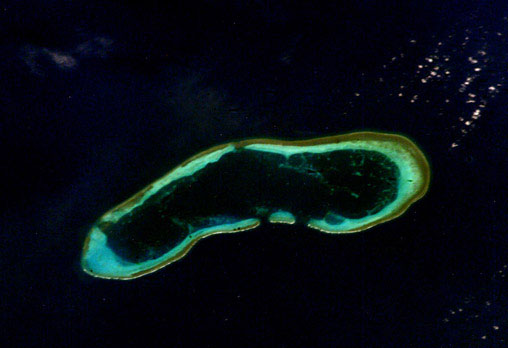
Barriera corallina Discovery
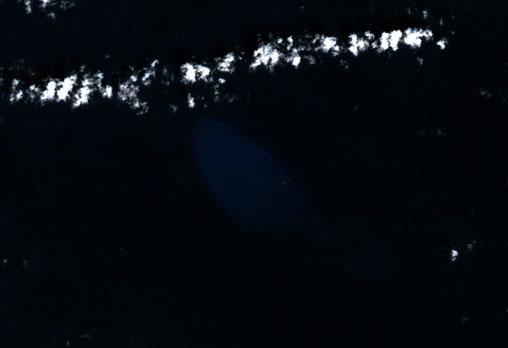
Banco Iltis
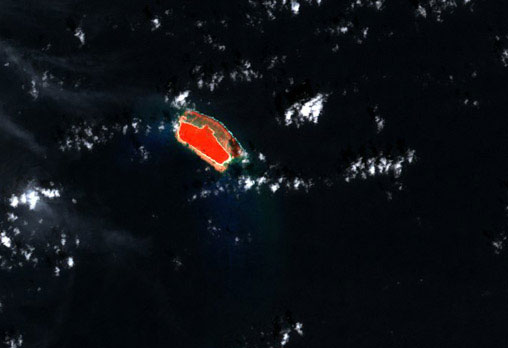
Isola Lincoln
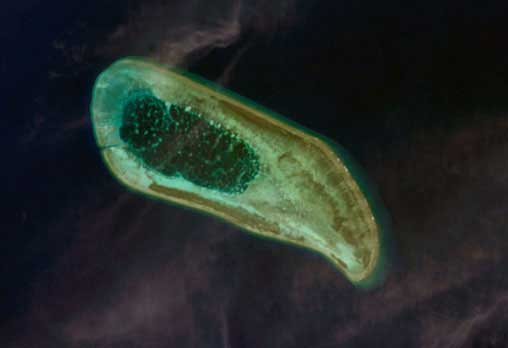
Barriera corallina North
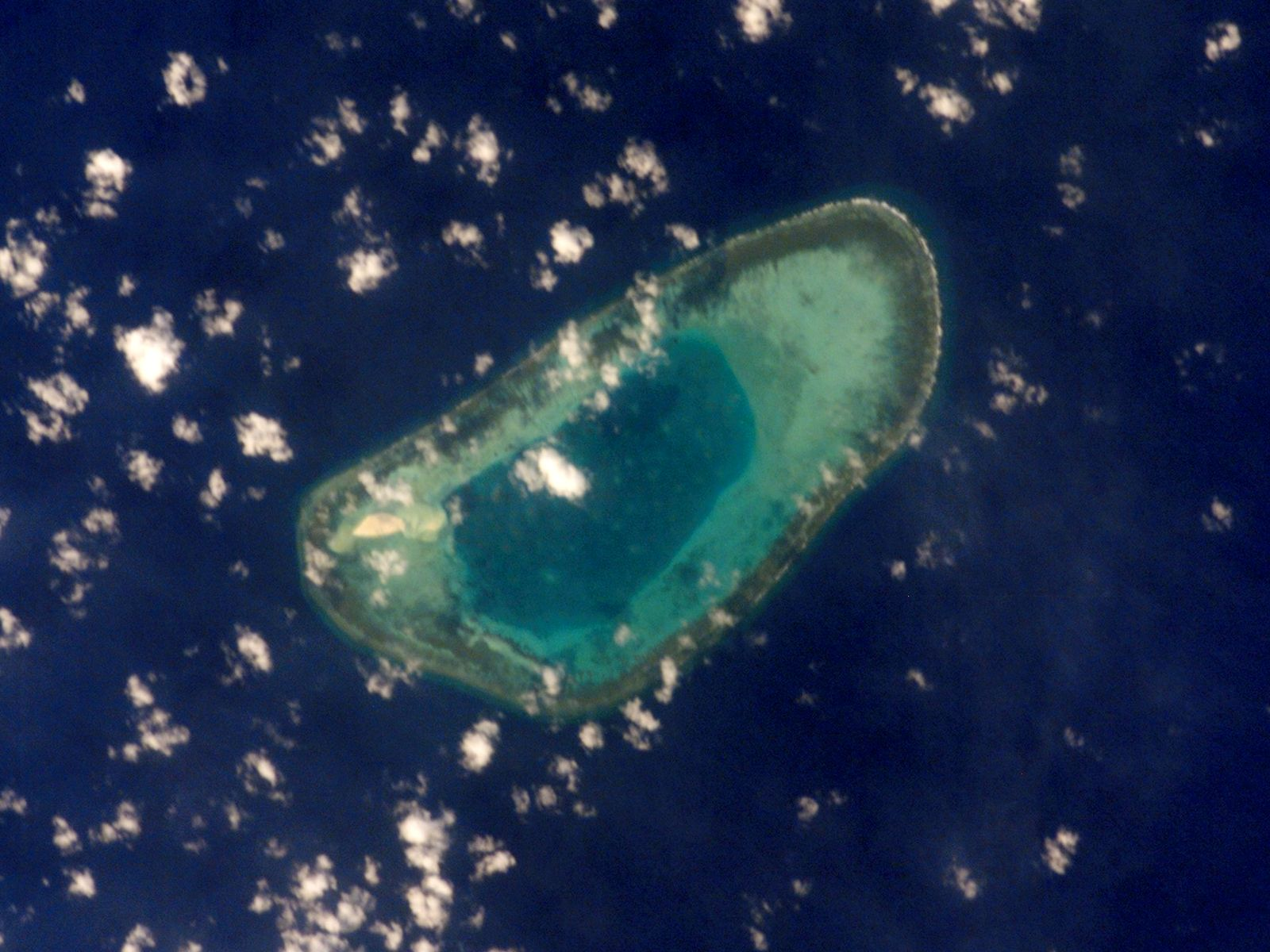
Barriera corallina Passu Keah
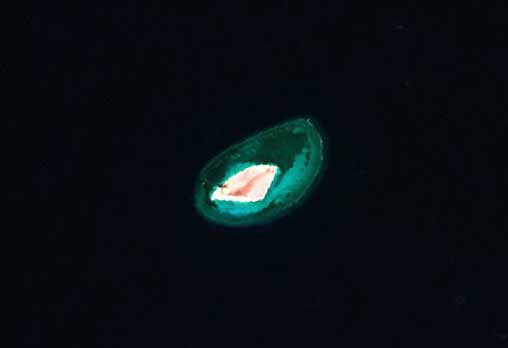
Isola di Tritone